# Iaruha, Moghilău
Iaruga (în ucraineană Яруга) este localitatea de reședință a comunei Iaruga din raionul Moghilău, regiunea Vinnița, Ucraina.În perioada medievală a fost un centru important al Românilor din Podolia.

## Demografie
Componența lingvistică a localității Iaruha
     Ucraineană (96,11%)
     Rusă (2,45%)
     Română (1,15%)
Conform recensământului din 2001, majoritatea populației localității Iaruha era vorbitoare de ucraineană (96,11%), existând în minoritate și vorbitori de rusă (2,45%) și română (1,15%).